# Különös szilveszter
A Különös szilveszter egy magyar óévbúcsúztató popzenei dal. Zenéjét Várkonyi Mátyás, szövegét Miklós Tibor írta.
A közismert sláger premierje 1977-ben volt a Generál együttes előadásában a Metronóm ’77 című tánczenei fesztiválon. A fesztivál legelső bemutatott dala volt. Később több előadó feldolgozta. Legismertebb feldolgozását Cserháti Zsuzsa adta elő. Szólóban és a Generálból ismert Charlie-val duettben egyaránt.
Magyarország az 1979-es Intervíziós Dalfesztiválon Lengyelországban a dallal, Cserháti előadásában harmadik helyezést ért el.

## Felvételek
| Év   | Előadó                             | Kiadás                           |
| ---- | ---------------------------------- | -------------------------------- |
| 1977 | Generál együttes                   | Metronóm ’77 (kislemez)          |
| 1979 | Cserháti Zsuzsa                    | kiadatlan rádiófelvétel          |
| 1981 | Cserháti Zsuzsa                    | Többé nincs megállás (album)     |
| 1998 | Cserháti Zsuzsa és Horváth Charlie | Cserháti Zsuzsa: Koncert (album) |
| 2018 | Irie Maffia                        | BUÉK című film betétdala         |